# Thomas Poulsen
Thomas Poulsen (16 febbraio 1970) è un ex canottiere danese.

## Palmarès

### Olimpiadi
- 1 medaglia:
  - 1 oro (Atlanta 1996 nel 4 senza pesi leggeri)